# Statuario
Statuario je jedním z přibližně 50 druhů kararského mramoru z lomů u Carrary v Itálii. Je velmi jemnozrnný a třpytivě bílý až slabě nažloutlý. Pochází z lomů v horách Altissimo u města Seravezza v Apuánských Alpách, odkud si vozil mramor i Michelangelo Buonarroti. Termín (statue = socha) je odvozen z faktu, že právě tento kámen se pro zhotovování soch užívá po staletí.

## Využití
Pro kamenosochařskou práci má být hornina čistě bílá a měla by mít krystalickou zrnitost vhodnou pro opracovávání. Statuario splňuje tyto požadavky zvláště dobře a díky krystalkům kalcitu je vhodný i pro filigránské práce. Lom světla v jeho kalcitových krystalech způsobuje voskový vzhled povrchu a sochám dává dojem živého těla. Tento mramor se rozpozná podle jemné zrnitosti a slabě nažloutlé barvy, šedé pruhy jsou v něm velmi vzácné. Žilkované druhy se obchodují pod názvem Statuario venato. Čistě bílý druh je rozhodujícím kritériem, protože levnější žilkované druhy i pod názvem Carrara ordinario nemají žádný čistý bílý základní tón.
Vzhledem ke svým vlastnostem je mramor Statuario drahý a vyhledávaný. Je ho nedostatek, protože od šedesátých let (1960) se neustále rozšiřovalo jeho průmyslové využívání. Z více než dvou milionů tun mramoru vytěženého každý rok v Itálii pocházejí přibližně dvě třetiny z ložisek v okolí Carrary. Přitom se čistě bílé odrůdy z jiných lomů tohoto mramoru než u města Seravezza označují také jako Statuario. Mnozí umělci požadují, aby se vlastní sochařský kámen Statuario ve stavebnictví pokud možno již tolik nepoužíval.

## Galerie

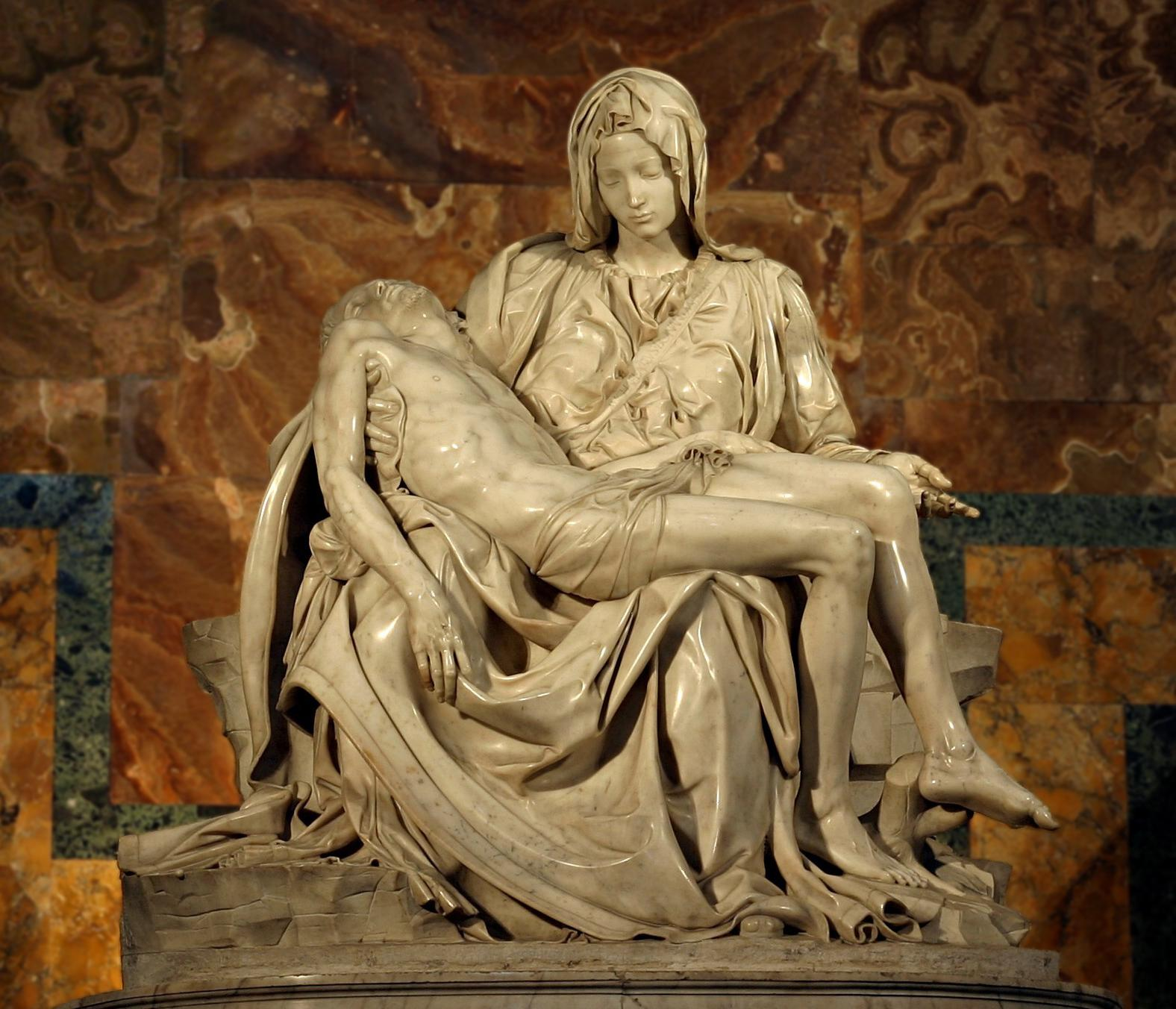
Michelangelo Buonarroti: Pieta
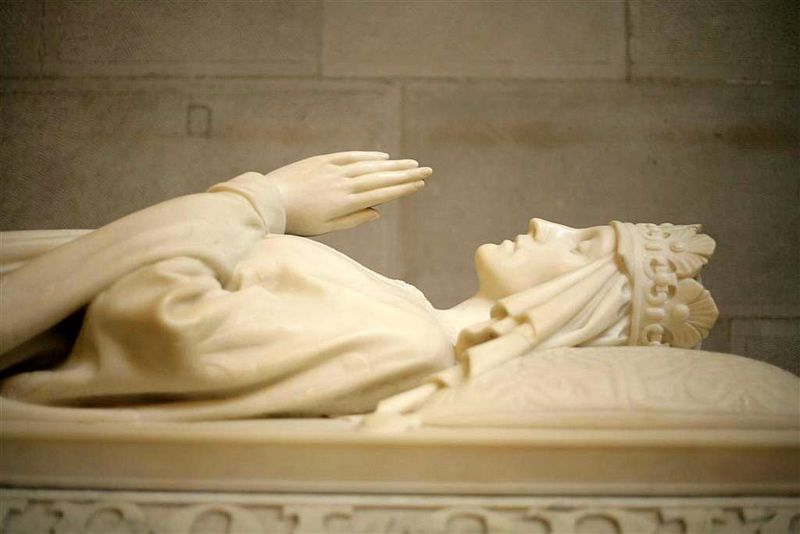
Náhrobek polské královny, svaté Hedviky z Anjou
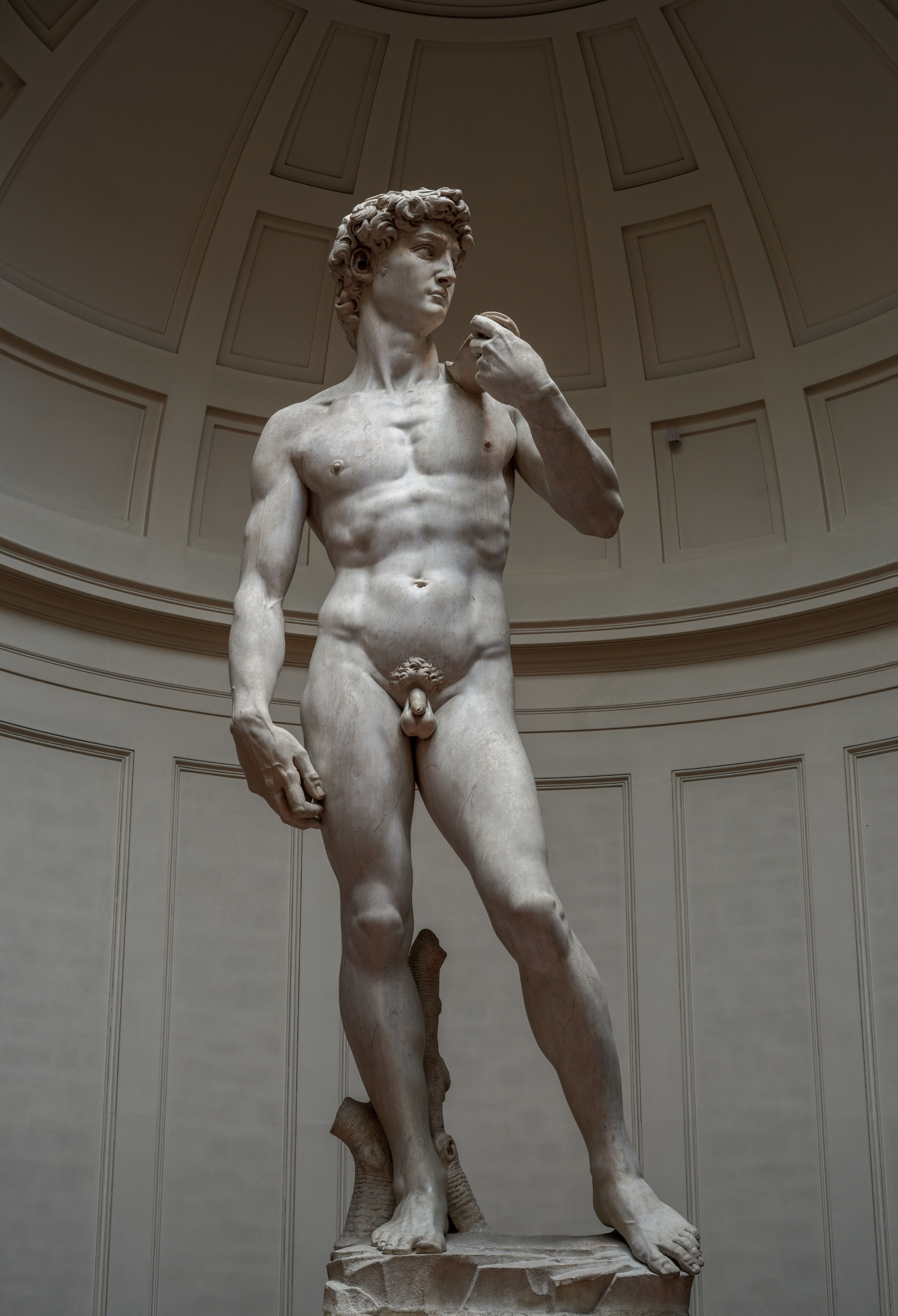
Michelangelo Buonarroti: David
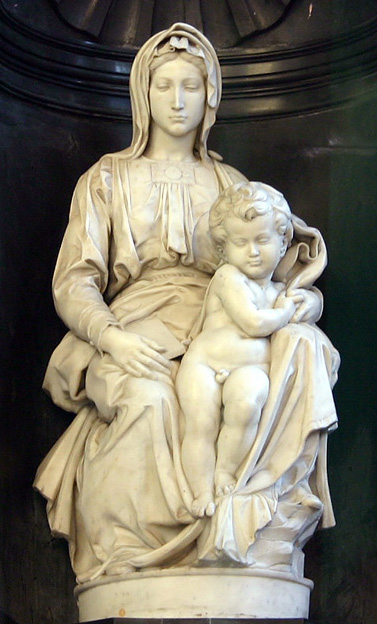
Michelangelo Buonarroti: Madona
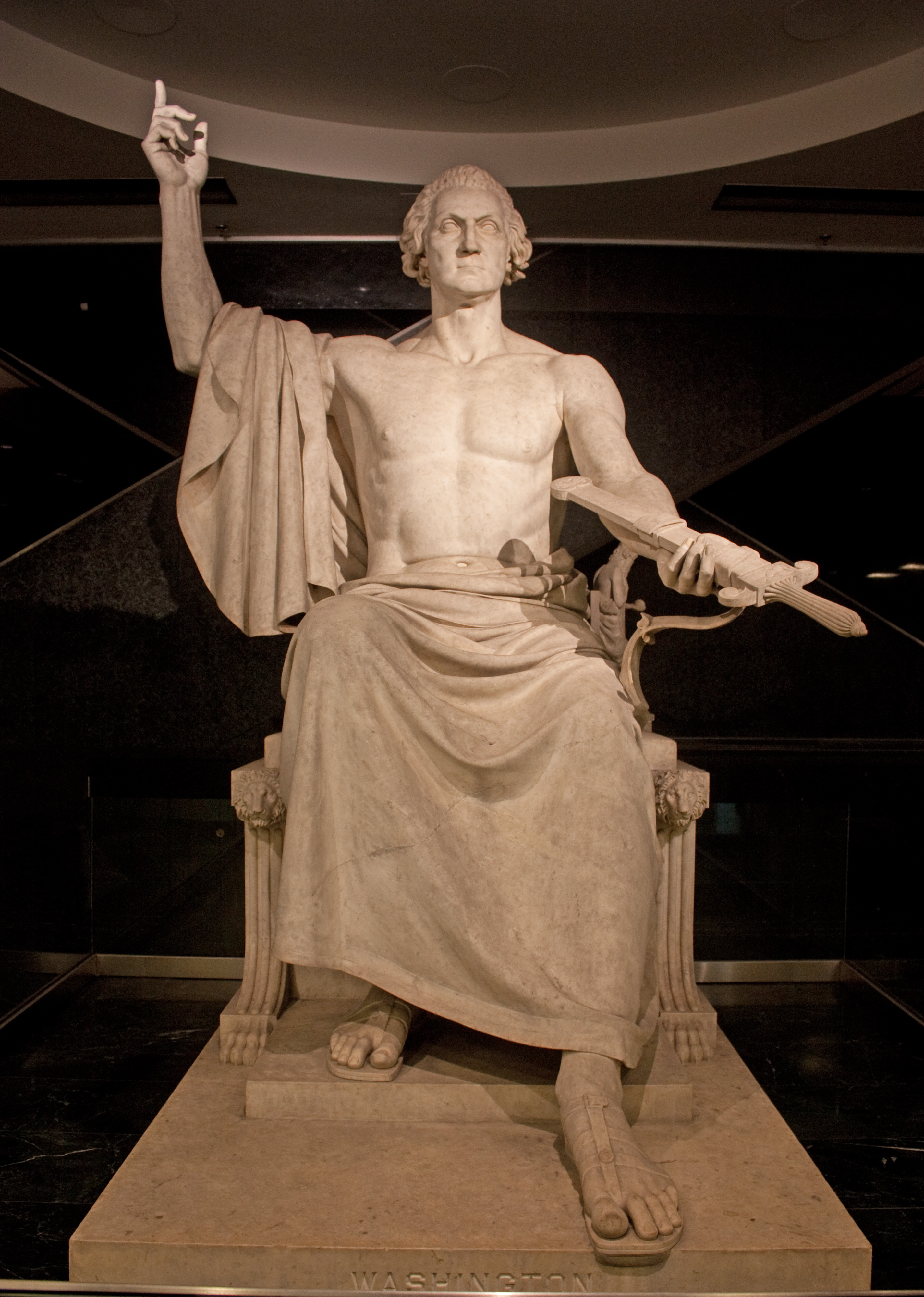
Socha George Washingtona v Národním muzeu americké historie.
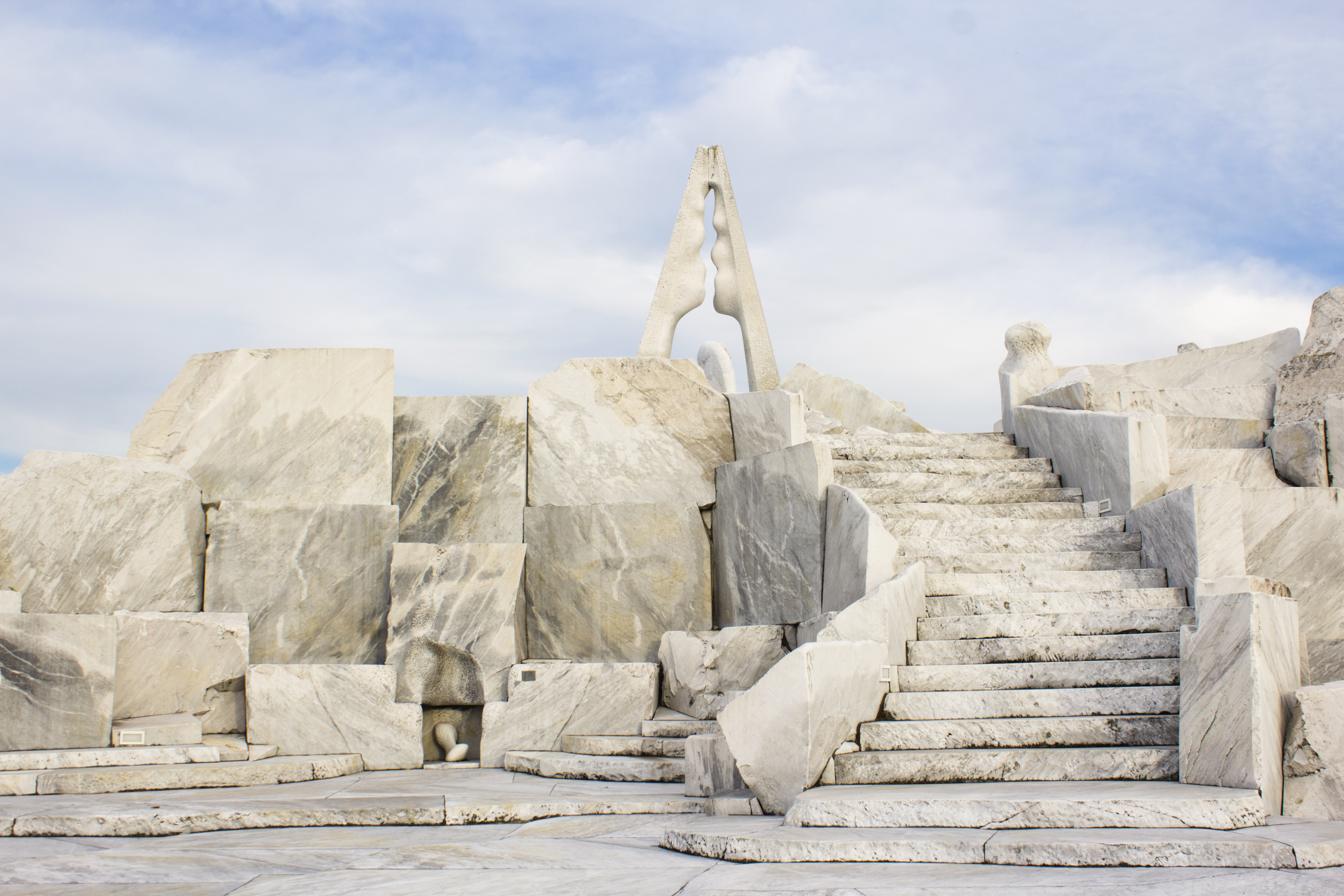
Památník Hill of Hope v Onomiči (Hirošima) z kararského mramoru